# Танаев, Вячеслав Сергеевич
Вячеслав Сергеевич Танаев (28 марта 1940 — 19 июля 2002) — учёный в области математической кибернетики, исследования операций, теории и методов оптимизации, теории расписаний.

## Биография

Могила Танаева на Восточном кладбище Минска.

Родился 28 марта 1940 года в деревне Акулово, ныне — Рамешковского района Тверской области.
С 1965 — кандидат физико-математических наук.
1968 год — старший научный сотрудник.
1980 — профессор (спец. «Математическая кибернетика»).
С 1994 — член-корреспондент НАН Беларуси.
1995 год — Заслуженный деятель науки Республики Беларусь.
1998 год — лауреат Государственной премии Беларуси в области естественных наук (за цикл работ «Модели и методы теории расписаний»)
2000 — академик НАН Беларуси (спец. «Математическая кибернетика»), первый в истории института ставший обладателем этого звания.
1978 год — доктор физико-математических наук (тема диссертации «Декомпозиционные методы оптимизации проектных решений»).
2002 — лауреат премии НАН Беларуси (за монографию «Теория расписаний. Групповые технологии», изданную в 1998 в ИТК НАН Беларуси).
Умер 19 июля 2002 года в Минске, похоронен на Восточном кладбище.

## Труды
- Синтез граф-схем алгоритмов выбора решений. Мн.: Наука и техника, 1974. 112 с. (с М. П. Поваричем)
- Введение в теорию расписаний. М.: Наука, 1975. 256 с. (с В. В. Шкурбой)
- Математические модели и методы календарного планирования. Мн.: Университетское, 1994. 232 с. (с Ю. Н. Сотсковым, В. А. Струсевичем; учеб. пособие для студентов математических специальностей вузов)
- Scheduling Theory. Single-Stage Systems. Dordrecht, Boston, London. Kluwer Academic Publishers, 1994. 374 p. (с В. С. Гордоном, Я. М. Шафранским)
- Scheduling Theory. Multi-Stage Systems. Dordrecht, Boston, London. Kluwer Academic Publishers, 1994. 404 p. (с Ю. Н. Сотсковым, В. А. Струсевичем)
- Теория расписаний. Групповые технологии. Мн.: ИТК НАН Беларуси, 1998 (с М. Я. Ковалёвым, Я. М. Шафранским).